# Pobiedna
Pobiedna (německy Meffersdorf a Wigandsthal) je městečko v Polsku. Leží v Dolnoslezském vojvodství, okres Lubáň, gmina Leśna. Po skončení 2. světové války muselo Německo přenechat tuto část Lužice Polsku, vesnice byly přejmenovávány a slučovány. Místní obyvatelé, pokud se nejednalo o Poláky, museli své usedlosti opustit. Současný název Pobiedna byl schválen 7. května 1946.

## Zeměpis
- Pobiedna se nachází v těsné blízkosti hranic s Českou republikou v Jizerských horách, na jihozápadě se ve Frýdlantské pahorkatině tyčí Andělský vrch. Sousedními polskými městy jsou na severovýchodě Mirsk a na jihovýchodě Świeradów-Zdrój. Na české straně hranice jsou Nové Město pod Smrkem, Dětřichovec a Jindřichovice pod Smrkem.
- Historicky bylo toto území nejvýchodnějším hornolužickým výběžkem vklíněným mezi českou a slezskou hranicí.

## Historie
- Území Horní Lužice, jež patřilo katolickému císaři Ferdinandovi II. Štýrskému, bylo od roku 1623 v zástavě spravováno saskými evangelickými kurfiřty a od roku 1635 připadlo natrvalo saskému kurfiřiství. Svou polohou byl Meffersdorf významným opěrným bodem pro české i slezské exulanty. Do Meffersdorfu docházeli Moravští bratři z Herrnhutu, měli zde svou silnou skupinu. Proto byl, po bitvě na Bílé hoře, hornolužický výběžek zaplaven českými a slezskými exulanty z blízkého příhraničí. Běženci zde postavili kostely a založili desítky vsí.
- Panství Meffersdorf zakoupil v roce 1658 Viegand z Gersdorfu. Na panství už byli exulanti usazeni v nově založených osadách, jednalo se např. o Grenzdorf (Wola Sokolowska), Schwarzbach (Czerniawa-Zdrój), Bergstrass (Ulicko), Heide (Borowiny), Goldbach (Złoty Potok) a jiné. Na podzim 1682 žádali o přijetí i exulanti z Rokytnice nad Jizerou vedeni Jiřím Gernertem. V srpnu 1687 přišlo najednou 1240 osob (150 rodin) ze Slezska, ti se usadili v nově založené kolonii Neugersdorf (Gierałtówek).[2]
- K založení „Meffersdorfer Städtel“ došlo v roce 1666. Od roku 1679 se městečko jmenovalo „Wigandsthal“ po svém zakladateli.
- Obce Maffersdorf spolu s novějším Wigandsthalem byly v roce 1946 přejmenovány na Pobiednu.

## Pamětihodnosti

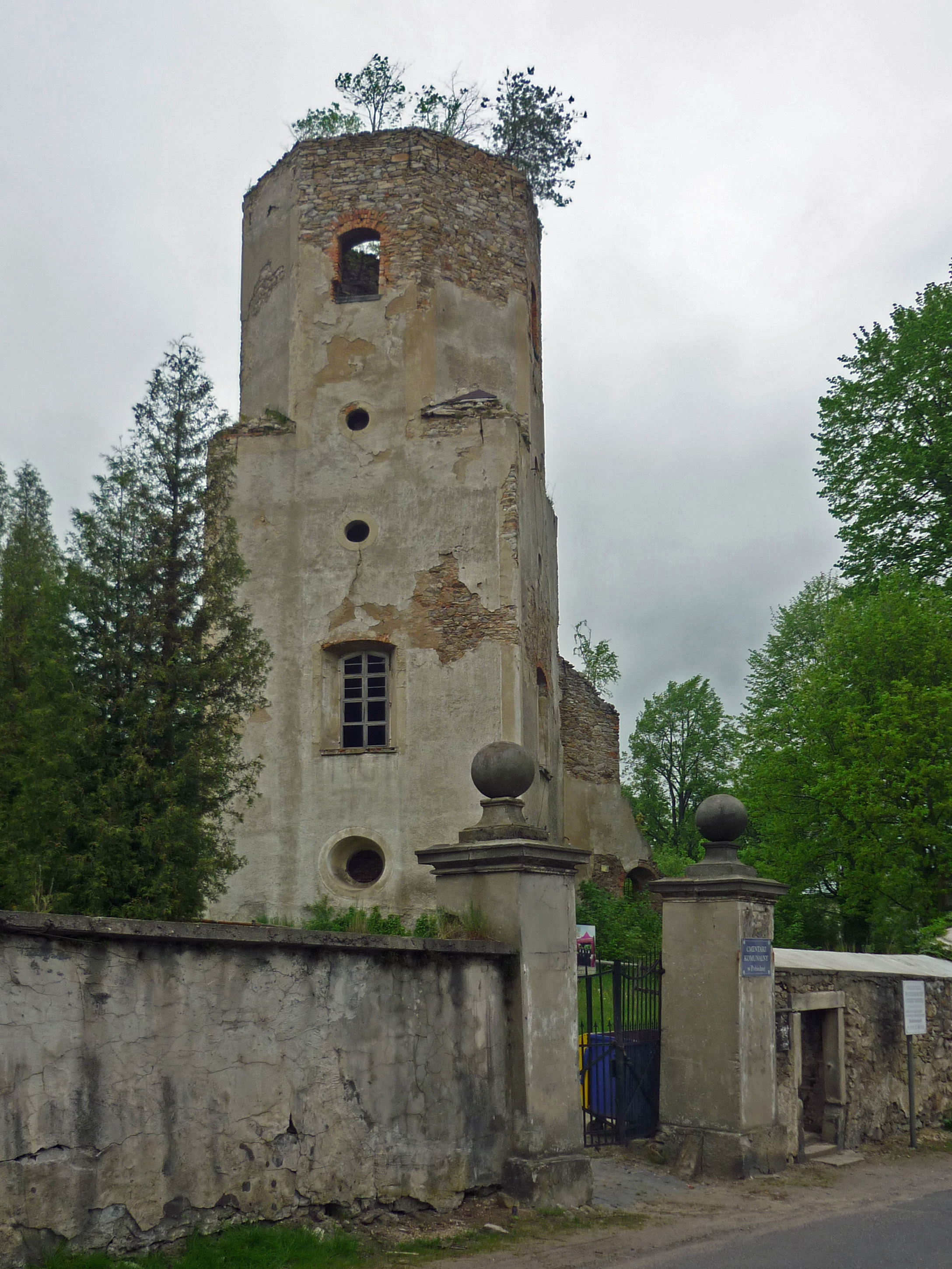
Zbytky kostela postaveného pobělohorskými exulanty

- Luteránský evangelický kostel byl hojně navštěvován tak, že nestačil posluchače pojmout. Proto byl rozšířen. Po vyhnání původních obyvatel v roce 1945 kostel chátral a zbyla jen kostelní věž (zřícenina).
- Z 18. století je evangelický hřbitov u kostela. Je používán polskou katolickou církví.

- Železniční spojení z Mirsku do Pobiedné bylo dne 1. července 1987 (po 90 letech provozu) zrušeno a koleje byly odstraněny.

- Zámek byl pravděpodobně postaven v letech 1767/68 na místě předchozí budovy Adolfa Traugotta von Gersdorff podle návrhu drážďanského architekta Konrada Gotthelfa Rotheho. Jedná se o trojkřídlý komplex v drážďanském pozdně barokním slohu. Zámek byl částečně zničen požárem v roce 1982. Před jeho průčelím je barokní zahrada a na jihovýchodě park. Neudržovaný památkově chráněný objekt je v kritickém stavu.[3]

## Turistika
- Osadou prochází zeleně značená turistická stezka ze Świeradówa-Zdrój přes Czerniawu-Zdrój, Stóg Izerski, Smrek sem do Pobiedné, Świecia a Leśné.
- Smutná stezka (Trauersteig) vedla v době pobělohorské z Bílého Potoka přes Smrk sem (případně končila v okolních místech).

## Galerie

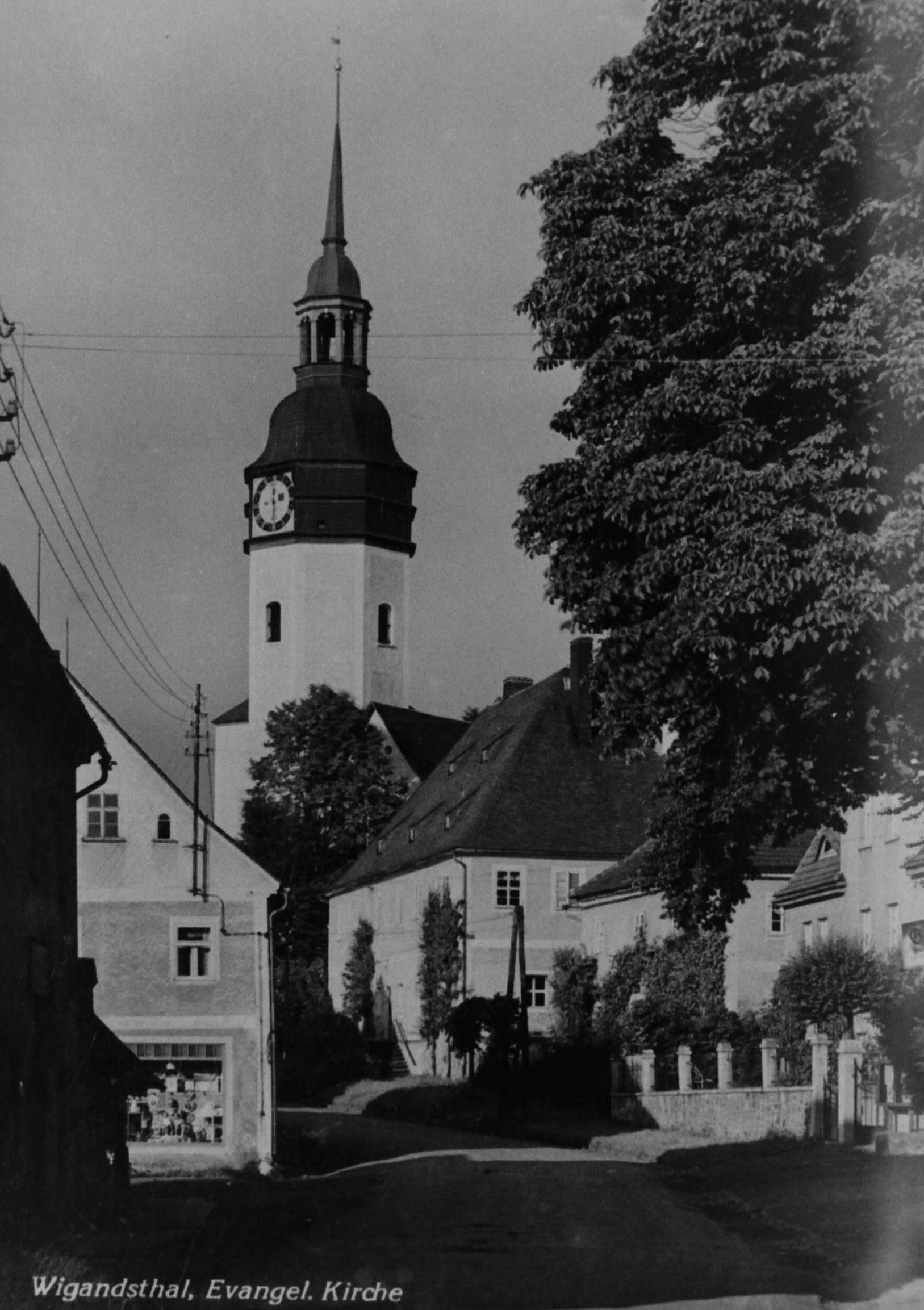
Kostel, rok 1930
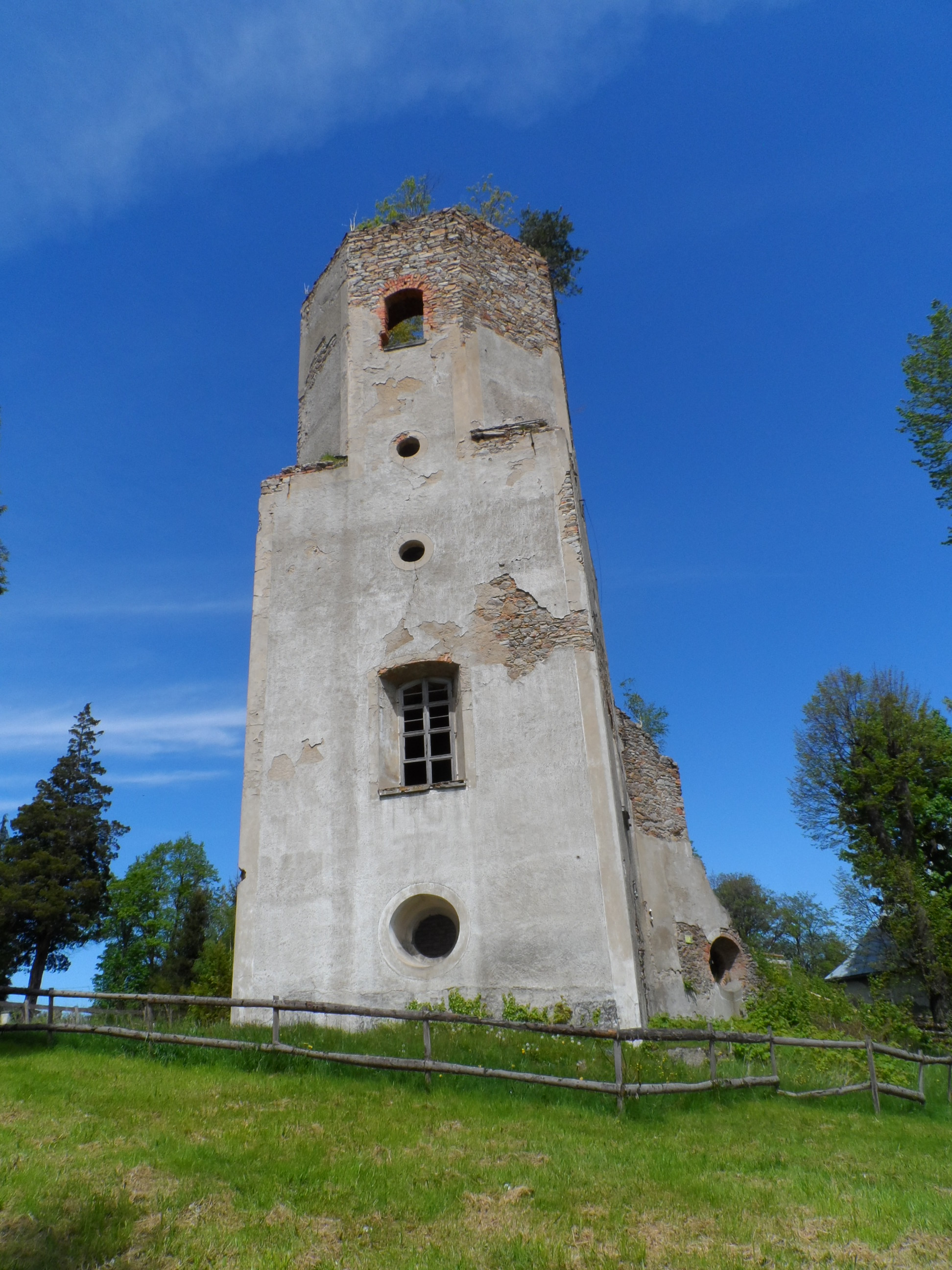
Kostel, rok 2015
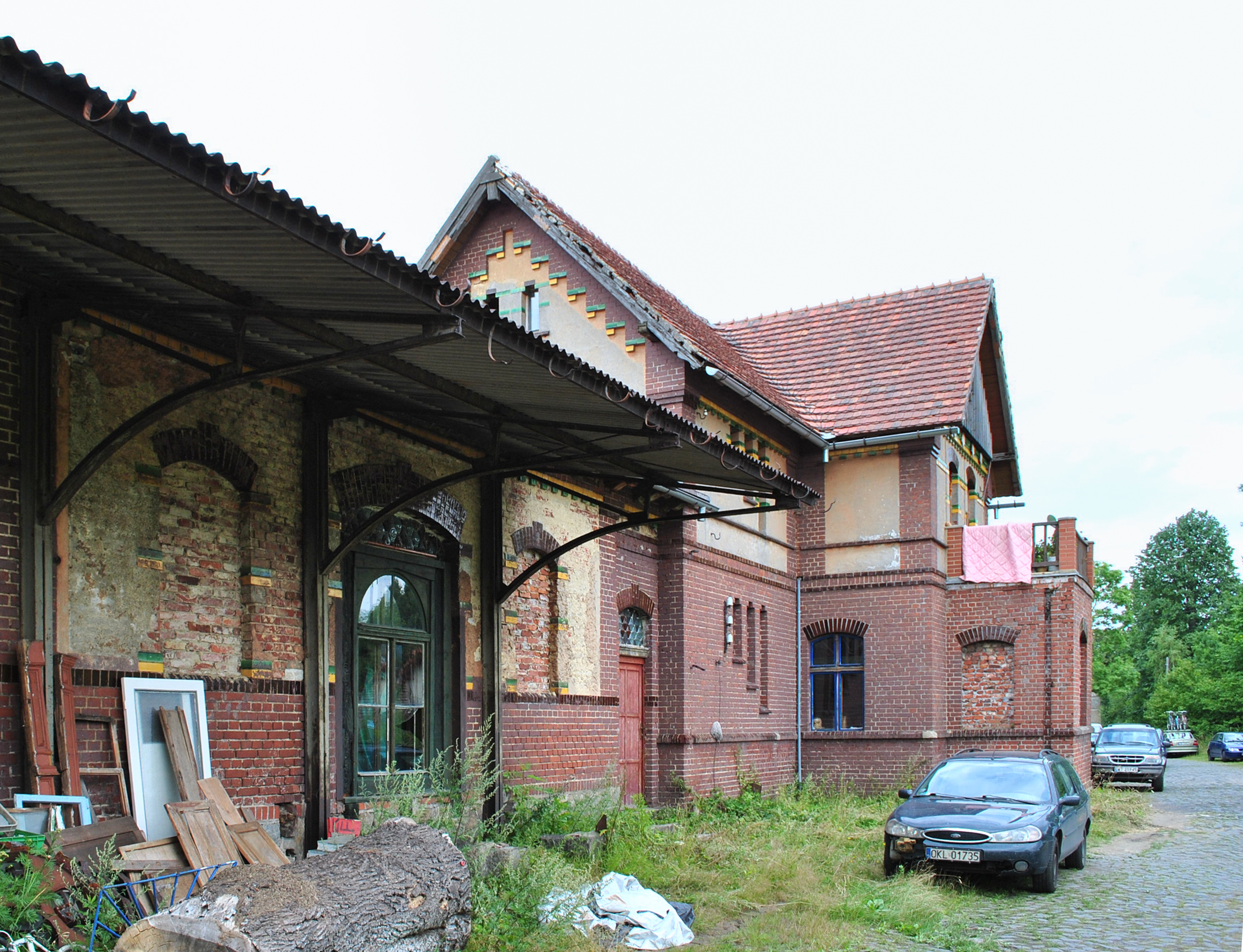
Nádraží, rok 2010
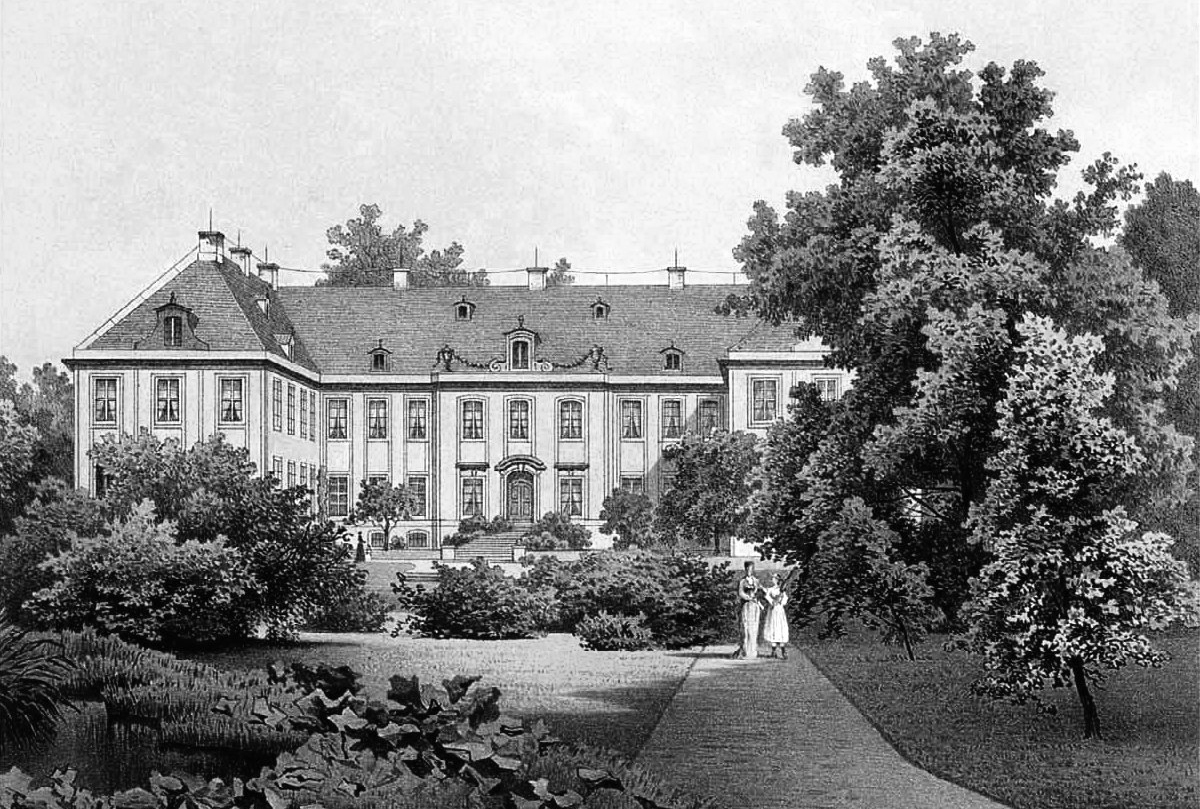
Zámek, 19. století
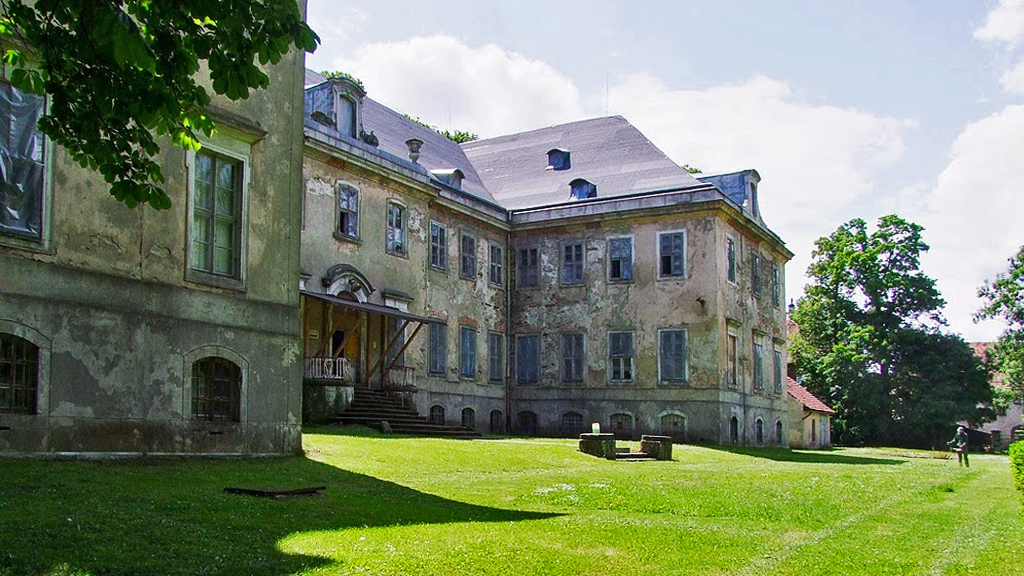
Zámek, rok 2013